# ゾエ＝ロール・ド・シャティヨン
ゾエ＝ロール・ド・シャティヨン（英語名：Zoé-Laure de Chatillon、旧姓：ドローネ、1826年2月24日 - 1908年8月）はフランスの画家。

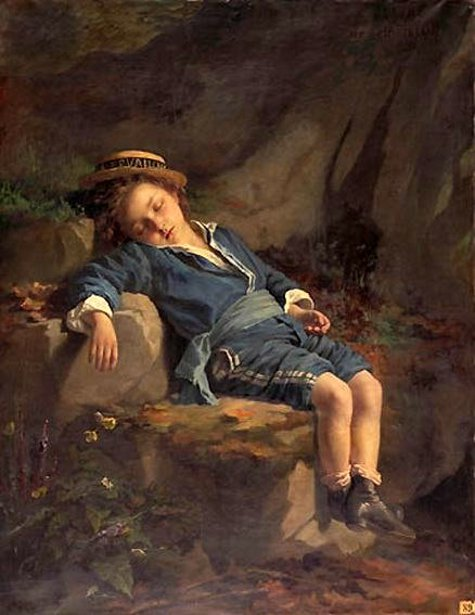
「眠れる子供（Sleeping Child）」

フランスのシャンブレーに生を受けたが、パリに引っ越している。1851年から1887年の間、サロン・ド・パリで作品がお披露目され、1856年にはパリにあるジルー社で発表した。1850年4月8日、画家のレオン・コニエの門下生であった彼女はウール＝エ＝ロワール県のシャトーダン知事代理のジュール・フランソワ・アンリ・ド・シャティヨンと結婚した。
しかし、彼女にはフランス人画家のオーギュスト・ド・シャティヨンとともにアメリカ合衆国のニューオーリンズを旅行していた可能性があり、事実、作品のいくつかにはニューオーリンズで描かれたと思われる人々が確認されている。
1893年、Woman's buildingがあるシカゴで開催された万国博覧会の会場となった女性館に作品を出品した。
1878年にサロンでお披露目された作品「眠れる子供（Sleeping Child」は、1905年に刊行された『Women Painters of the World』に掲載された。スイスの南西部にあるヴォー州のクラレンスで死去。
彼女は多くの勅命を受け入れた。その中には、かつては聖ジャック教会に保管され、現在はアントワーヌ・ヴィヴェネル美術館の保護下にある「聖母マリアに両腕を捧げるジャンヌ・ダルク（Jeanne D'arc vouant ses armes à la vierge）」（1869年）がある。
1881年に彫刻家のエレーヌ・ベルトーにより創設された女性画家・彫刻家組合の初期メンバーであった彼女は組合の展覧会にたびたび作品を出品した。
1851年に生まれたルイーズ・ド・シャティヨンの母親でもある。ルイーズは自身がオーギュスト・ド・シャティヨンの姪であると主張していることから、オーギュストとは何らかの関係があると思われる。